# Chapre
Chapre – gaun wikas samiti w zachodniej części Nepalu w strefie Bheri w dystrykcie Surkhet. Według nepalskiego spisu powszechnego z 2001 roku liczył on 543 gospodarstw domowych i 3066 mieszkańców (1540 kobiet i 1526 mężczyzn).